# Popponesset Island, Massachusetts
Popponesset Island, Massachusetts (енгл. Popponesset Island) насељено је место без административног статуса у америчкој савезној држави Масачусетс.

## Демографија
По попису из 2010. године број становника је 26, што је 13 (-33,3%) становника мање него 2000. године.
| Група             | 2000.       | 2010.       |
| Белци             | 39 (100,0%) | 26 (100,0%) |
| Афроамериканци    | 0 (0,0%)    | 0 (0,0%)    |
| Азијати           | 0 (0,0%)    | 0 (0,0%)    |
| Хиспаноамериканци | 0 (0,0%)    | 0 (0,0%)    |
| Укупно            | 39          | 26          |